# Emily van Egmond
Emily Louise van Egmond (* 12. Juli 1993 in Newcastle, New South Wales) ist eine australische Fußballnationalspielerin. Sie ist die Tochter des australischen Fußballspielers und -trainers Gary van Egmond.

## Karriere

### Verein
Von 2008 bis 2011 spielte van Egmond für die W-League-Teilnehmer Newcastle United Jets und Canberra United, ehe sie zum dänischen Verein Fortuna Hjørring wechselte. Bereits im Folgejahr kehrte sie jedoch wieder nach Newcastle zurück. Dort spielte sie bis 2013, unterbrochen von einem kurzen Engagement im Sommer 2012 bei Western New York Flash in der WPSL Elite.
 Im Juli 2013 wechselte van Egmond zum Seattle Reign FC in die NWSL. Nach dem Ende der NWSL-Saison kehrte sie nach Australien zurück und schloss sich für eine Spielzeit den Western Sydney Wanderers an. Danach kehrte van Egmond in die USA zurück und lief in zehn Partien für die Chicago Red Stars auf. Nach Ende der Saison 2014 wurde van Egmond von den Red Stars freigestellt und kehrte im Anschluss abermals zu den Newcastle United Jets zurück.
 Am 12. Juni 2015 unterschrieb van Egmond einen Einjahresvertrag beim UEFA Women’s Champions League Sieger 2015 und Frauen-Bundesliga-Verein 1. FFC Frankfurt. In ihrer ersten Saison für die Hessinnen absolvierte sie 17 Bundesligaspiele und erzielte ein Tor. Nach Vertragsende im Juni 2016 verließ sie den Verein und wechselte Ende August zum Liga-Rivalen VfL Wolfsburg. Dort unterschrieb sie einen Zweijahresvertrag bis zum 30. Juni 2018. Mit den Wölfinnen gewann sie in der Saison 2016/2017 das Double, kehrte aber in der folgenden Saison nach dem ersten Spiel zurück nach Newcastle. Im australischen Winter spielte sie dann für Orlando Pride wieder in der NWSL. Nachdem sie dann wieder für die Jets gespielt hatte, folgte in der Saison 2019/20 für Melbourne City, wo sie mit sechs Toren zum Gewinn des Meistertitels beitrug. Von August 2020 bis Mai 2021 spielte sie auf Leihbasis in England bei West Ham United.
Im Januar 2022 wurde sie an San Diego Wave FC verkauft.
Im Januar 2025 erhielt sie einen Vertrag für 1½ Jahre bei Birmingham City.

### Nationalmannschaft
2010 debütierte van Egmond in der australischen Nationalmannschaft und gewann mit ihr die Fußball-Asienmeisterschaft der Frauen 2010. Sie spielte bei den Weltmeisterschaften 2011 in Deutschland, 2015 in Kanada und 2019 in Frankreich.
In der erfolgreich absolvierten Qualifikation  für die Olympischen Spiele 2020 kam sie in allen fünf Spielen zum Einsatz und erzielte fünf Tore. Am 10. Juni 2021 bestritt sie im Freundschaftsspiel gegen Dänemark ihr 100. Länderspiel. Bei den Olympischen Spielen, die wegen der COVID-19-Pandemie um ein Jahr verschoben wurden, kam sie in allen sechs Spielen der Matildas zum Einsatz und verpasste keine Minute. Am Ende wurden die Australierinnen Vierte – ihre bisher beste Platzierung bei einem großen interkontinentalen Turnier.
Im Januar 2022 wurde sie für die Asienmeisterschaft in Indien nominiert. Im ersten Spiel, das mit 18:0 gegen Indonesien gewonnen wurde, erzielte sie drei Tore. In den nächsten beiden Gruppenspielen erzielte sie jeweils ein Tor. Im Viertelfinale blieb sie aber wie alle ihre Mitspielerinnen torlos und schied mit ihrer Mannschaft gegen Südkorea nach einer 0:1-Niederlage aus.
Am 3. Juli 2023 wurde sie für die WM-Endrunde in ihrer Heimat nominiert, kam in jedem der sieben Spiele ihres Teams zum Einsatz, wobei sie je dreimal ein- und ausgewechselt wurde, und wurde mit ihrer Mannschaft nach einer 0:2-Niederlage gegen die Schwedinnen im Spiel um Platz 3 Vierte. Sie erzielte ein Tor zur 1:0-Führung im zweiten Gruppenspiel gegen Nigeria, das aber am Ende mit 2:3 verloren wurde.

## Erfolge
- Asiencup-Gewinnerin 2010
- Deutsche Meisterin und Pokalsiegerin 2016/2017
- Australische Meisterin 2019/2020
- Tournament of Nations-Siegerin 2017
- Cup-of-Nations-Siegerin 2019, 2023
- NWSL-Challenge-Cup-Siegerin 2024

## Privates
Seit Mai 2023 ist Egmond mit der Fotografin Kat Thompson verlobt. Am 27. Dezember 2024 haben die beiden geheiratet.